# Грејс Кулиџ
Грејс Кулиџ (енгл. Grace Coolidge; Берлингтон, 3. јануар 1879 — Нортхемптон, 8. јул 1957) је била жена 30. председника Сједињених Држава Калвина Кулиџа и прва дама Сједињених Америчких Држава у периоду од 2. августа 1923. до 4. марта 1929. године. Завршила је Универзитет Вермот 1902. године као магистар наука. Након завршених студија придружује се школи Кларк у Нортхемптону да подучава глувонему децу читањем са усана уместо писањем. Упознала је Калвина Кулиџа 1904. године, а већ наредне године су се венчали.
Иако је се њен супруг бавио политиком у којој је све више напредовао, Грејс ју је избегавала. Када је Калвин 1919. године изабран за гувернера Масачусетса, Грејс није била на свечаној церемонији, већ је остала код куће са децом јер није желела да се експонира. Након што је Калвин изабран за потпредседника Сједињених Држава 1920. године, цела породица се преселила у Вашингтон..
Уместо бављења политиком, Грејс се одлучила да пружи подршку популарним организацијама, као што су Црвени крст и Удружење медицинских сестара. Након смрти њиховог сина Келвина, 1924. године, Грејс је освојила симпатије народа. За разлику од претходних првих дама, који су се након личних трагедија стално појављивале у јавности, Грејс је наставила своје службене дужности након само неколико месеци.
Године 1929. мандат председника Калвина Кулиџа је истекао, па су се он и Грејс пензионисали и живели у Нортхемптону. Након смрти Кулиџа 1933. године, Грејс је наставила да обавља свој посао са глувонемим особама, а притом је и писала за неколико новина. Била је у одборима Универзитета Мерсерсберг и Кларк школе за говор и слух. Након почетка Другог светског рата, Грејс је приступила у локални комитет у Нортхемптону, који је био помагао јеврејске избеглице из Европе и дала на коришћење своју кућу организацији Женској волонтерској служби.

## Младост и брак
Грејс Ана Гудхју је рођена 3. јануара 1879. године у Берлингтону. Била је једино дете Адреја Гудхјуа (1848–1923) и Лемире Барет Гудхју (1849–1929). Имала је енглеске крви. Њен отац, ђакон, а радио је и у компанији Lake Champlain Transportation, где је именован за инспектора од стране председника Гровера Кливленда.. Њена мајка, Лемире је била домаћица и научила је Грејс плетење, кување, чишћење и вртларске послове.
Грејс је у основну школу кренула са 5. година, а након тога уписала је Берлингхтон средњу школу. У то време почела је да се интересује за музику и узимала часове клавира. Године 1893. Грејс је уписала Бурлингхстонску вишу школу, где се определила за латински и француски језик, као и за геологију, биологију и хемију . Такође узимала је приватне часове из дикције. На Универзитет Вермонт уписала се 1898. године, где је приступила музичком клубу. Грејс је најшколованија прва дама Сједињених Америчких Држава до тада. У периоду од 1902 — 1904. године, учила је читање са усана у Кларк школи за говор и слух и након завршетка, постала учитељ у тој школи, што јој је била животна жеља.
Током студирања, Грејс је била у вези са Френком Џојнером, са којим је требало да ступи у брак, али је окончала њихову везу 1903. године, након што је упознала адвоката Калвина Кулиџа. Године 1905. Кулиџ је запросио Грејс, а исте године 4. октобра, венчали су се у кући њених родитеља у Берлингтону.

## Смрт
Преминула је од болести срца 8. јула 1957. године у Нортхемптону, у 78. години живота. Сахрањена је у граду Плимонт, поред свог сина и мужа.